# UFC 92
UFC 92: The Ultimate 2008 foi um evento de artes marciais mistas promovido pelo Ultimate Fighting Championship, ocorrido em 27 de dezembro de 2008 no MGM Grand Garden Arena em Las Vegas, Nevada. 

## Background
A luta principal foi a luta entre Forrest Griffin e Rashad Evans, pelo Cinturão Meio Pesado do UFC. O evento contou também com a luta entre Frank Mir e Antônio Rodrigo Nogueira para definir o Cinturão Peso Pesado Interino do UFC.

## Resultados
Nota 1 Pelo Cinturão Meio-Pesado do UFC.

Nota 2 Pelo Cinturão Peso-Pesado Interino do UFC.

## Bônus da Noite
- Luta da Noite:  Rashad Evans vs.  Forrest Griffin
- Nocaute da Noite:  Quinton Jackson
- Finalização da Noite: Não houve lutas terminadas em finalização.

## Ligações Externas
- Página oficial

1. ↑  Nota 1
2. ↑  Nota 1